# Kapartjina
Kapartjina (georgiska: კაპარჭინა) är ett vattendrag i Georgien. Det ligger i den västra delen av landet, vid hamnstaden Poti.